# Patrícia Gabancho i Ghielmetti
Patrícia Gabancho i Ghielmetti   (Buenos Aires, 29 de setembre de 1952 - Barcelona, 28 de novembre de 2017) va ser una periodista i escriptora argentinocatalana.

## Biografia
Patrícia Gabancho era filla de l'intel·lectual argentí Abelardo F. Gabancho. Va estudiar la llengua catalana a l'Obra Cultural Catalana de Buenos Aires, i es va relacionar amb dissidents del Casal de Catalunya, que eren independentistes i d'esquerres. Va estudiar periodisme i es va traslladar a Catalunya un dia abans de complir vint-i-dos anys, el 1974, per conèixer Barcelona i comprendre una nació sense estat.
Va publicar llibres sobre temes culturals (teatre, tango, literatura), sobre història i política de Catalunya i sobre urbanisme, especialment centrats en la ciutat de Barcelona i el fet metropolità. Va estar vinculada amb plataformes i iniciatives de caràcter sobiranista. Va col·laborar en diversos mitjans de premsa i ràdio, en tasques de difusió cultural i va participar en les principals tertúlies mediàtiques catalanes. Col·laborava habitualment en els diaris Ara, Nació Digital i el País. És també un dels personatges del llibre Nosaltres, els catalans, de Víctor Alexandre, en el qual explica les raons que la van dur a Catalunya, com va néixer el seu amor pel país, i reflexiona sobre el nacionalisme espanyol i sobre el present i el futur de la llengua i la nació catalanes.
Patrícia Gabancho, amb l'assaig Crònica de la independència, va ser l'autora catalana en la categoria de no-ficció que més llibres va vendre el Sant Jordi de 2009. El setembre de 2012 va rebre el Premi Prudenci Bertrana amb la seva novel·la semiautobiogràfica La neta d'Adam.
Va ser membre del Cercle d'Estudis Sobiranistes. El 2011, després de la Conferència Nacional per l'Estat Propi del 30 d'abril, va comprometre's activament amb l'Assemblea Nacional Catalana.
Des del 2014 va formar part, com a vicepresidenta primera, de la junta de l'Ateneu Barcelonès presidida per Jordi Casassas i Ymbert. Era membre del Consell Editorial del diari Nació Digital.
El seu fons personal es troba dipositat al CRAI Biblioteca del Pavelló de la República de la Universitat de Barcelona. Consta de documentació política i escrits diversos donats per ella mateixa.

## Obres
Entre els llibres publicats, destaquen:
- Amalia i els esperits (2017)
- Les dones del 1714 (2014)
- La neta d'Adam (2012)
- L'autonomia que ens cal és la de Portugal (2012)
- A la intempèrie. Una memòria cruel de la Transició catalana (1976-1978). Barcelona: Columna, 2011
- El retorn dels catalans (2010)[16]
- La batalla de l'Estatut (2010)
- Crònica de la independència (2009)
- Apàtrides, incultes i (de vegades) analfabets (2008)
- El fil secret de la història (2007)
- El preu de ser catalans. Una cultura mil·lenària en vies d'extinció (2007)[17] on pronostica que la desaparició de la llengua i la cultura catalanes pot ser cosa de dues generacions.
- La postguerra cultural a Barcelona (1939-1959) (2005)
- Sobre la immigració (2001), tom 5, col·lecció «Carta a la Societat Catalana»
- El Besòs. El riu que mirava passar els trens (1999)
- El segle XX vist per les àvies (1999)
- Despert entre adormits. Joan Maragall i la fi de segle a Barcelona (1998)
- El sol hi era alegre. La reforma urbanística i social de Ciutat Vella (1991)
- Barcelona, tercera pàtria del tango (1990)
- La rateta encara escombra l'escaleta. Cop d'ull a l'actual literatura catalana de dona (1982)
- Cultura rima amb confitura, bases per a un debat sobre la literatura catalana (1980)